# 川原瑛都
川原 瑛都（かわはら えいと、2013年8月2日 - ）は、日本の子役。東京都出身。劇団ひまわり所属。

## 出演

### テレビドラマ
- 逃げるは恥だが役に立つ(2016年10月11日 - 12月20日、TBS） - 日野さんの息子 役
- 連続テレビ小説 とと姉ちゃん（2016年7月4日 - 10月1日、NHK総合） - 村野太一 役
- カンナさーん!（2017年7月18日 - 9月19日、TBS） - 鈴木（河東）麗音 役[2]
- 面白南極料理人 最終話（2019年3月31日、BSテレ東） - 下平隊員の息子 役
- Heaven?〜ご苦楽レストラン〜 第9話（2019年9月3日、TBS） - 靴の修理屋にいた少年 役
- Re:フォロワー（2019年11月、テレビ朝日） - 池永一十三（幼少期） 役[3]
- 病室で念仏を唱えないでください 第5話（2020年2月14日、TBS） - 石川光治 役
- アンサング・シンデレラ 病院薬剤師の処方箋 第8話（2020年9月3日、フジテレビ） - 増田翔太 役
- 極主夫道 第2話（2020年10月18日、日本テレビ）
- 恋する母たち 第1話（2020年10月23日、TBS） - 蒲原繁秋（幼少期） 役
- コタローは1人暮らし シリーズ（テレビ朝日） - さとうコタロー 役
  - コタローは1人暮らし（2021年4月24日 - 6月26日）[4][5]
  - 花輪せんせいは半人前!? 特別編（2021年6月27日）[6]
  - 帰ってきたぞよ!コタローは1人暮らし（2023年4月15日 - 6月10日）[7]
- 警視庁ひきこもり係（2021年8月5日、テレビ朝日） - 風間光太 役
- ドクターX 〜外科医・大門未知子〜 第5話（2021年11月11日）
- ミステリと言う勿れ 最終話（2022年3月28日、フジテレビ） - 辻浩増/羽喰十斗（幼少期）役
- 未来への10カウント 第2話 - 最終話（2022年4月21日 - 6月9日、テレビ朝日） - 折原圭太 役[8]
- 絶メシロード season2 第5話（2022年9月24日、テレビ東京）
- シャイロックの子供たち（2022年10月9日 - 11月6日、WOWOW） - 滝野翔 役
- リエゾン -こどものこころ診療所- 第1話（2023年1月20日、テレビ朝日） - 柚木涼太 役[9]
- 風間公親-教場0- 第2話（2023年4月17日、フジテレビ） - 左柄研人 役[10]
- ACMA:GAME（2024年4月7日 - 6月9日、日本テレビ） - 織田照朝〈幼少期） 役[11]
- プライベートバンカー（2025年1月9日 - 3月6日、テレビ朝日） - 天宮寺海斗 役[12]
- 浮浪雲（2026年〈予定〉 - 、NHK BS・NHK BSプレミアム4K）[13]

### ネットドラマ
- 地獄のガールフレンド（2019年10月25日配信開始、FOD） - 島田楓 役
- コタローは1人暮らし シリーズ（TELASA） - さとうコタロー 役
  - 花輪せんせいは半人前!?（2021年5月22日 - 6月19日）[14]
  - 佑どののジブン探し（2023年5月13日・20日）[15]

### 映画
- マスカレード・ホテル（2019年1月18日）
- 最後の審判（2019年3月、ndjc：若手映画作家育成プロジェクト2018） - 誠一（幼少期） 役
- 踊ってミタ（2020年3月7日） - 理玖 役
- ライアー×ライアー（2021年2月19日） - 高槻透（幼少期） 役
- 劇場版 ポリス×戦士 ラブパトリーナ!～怪盗からの挑戦! ラブでパパッとタイホせよ!～（2021年4月29日） - ソウタ 役
- 余命10年（2022年3月4日） - 礼子の息子 役
- 七人の秘書 THE MOVIE　(2022年10月7日)　- 九十九五郎丸 役
- 逃走中 THE MOVIE:TOKYO MISSION　(2024年7月19日)　- 本郷カイ 役
- 僕のなかのブラウニー（2025年1月3日）[16]

#### 短編映画
- 短編オムニバス映画 GEMNIBUS vol.1『knot』（2024年6月28日）[17]

### テレビアニメ
- 100万の命の上に俺は立っている 第2シーズン（2021年7月 - 9月） - ラナン 役
- 川越ボーイズ・シング （2023年11月） - 茨戸清男〈幼少〉 役

### 劇場アニメ
- STAND BY ME ドラえもん 2（2020年11月20日） - 子供のび太 役
- 屋根裏のラジャー（2023年12月15日） - ジョン 役[18]

### 吹き替え
映画
- ピノキオ（2022年9月8日） - ピノキオ 役[19]
- スランバーランド（2022年11月18日） - エメット 役
- 冒険者たち（2025年3月29日、スターチャンネル版） - ジャンジャン 役[20]

アニメ
- ヒックとドラゴン 聖地への冒険（2019年12月20日） - ヒック（幼少期） 役
- ワンス・アポン・ア・スタジオ -100年の思い出-（2023年12月15日） - ピノキオ 役
- ホワット・イフ...?（2024年） - ジュンファン 役
- 星つなぎのエリオ（2025年8月1日） - エリオ・ソリース 役[21]

### ナレーション
- 星新一の不思議な不思議な短編ドラマ　鍵

### 教育番組
- にほんごであそぼ（2017年度〜、NHK Eテレ）

### バラエティー番組
- うわっ!ダマされた大賞（2021年7月18日、日本テレビ）
- 1周回って知らない話+今夜くらべてみました 合体！芸能界の気になる3時間SP（2021年10月6日、日本テレビ）

### CM
- スズキ株式会社 スペーシア（2018年 - 2020年）
- アサヒ飲料 十六茶（2018年）
- ニトリ（2018年）
- 三菱自動車 デリカD5（2022年）
- P&G アリエール 除菌プラス（2023年）[22]

### 舞台
- スクルージ（2019年12月8日 - 25日、日生劇場） - ティム 役
- Dr.コルチャックと子どもたち（2020年3月21日 - 24日）

### ミュージックビデオ
- 上白石萌音「I'll be there」（2021年）[23]